# Đảo Pheasant

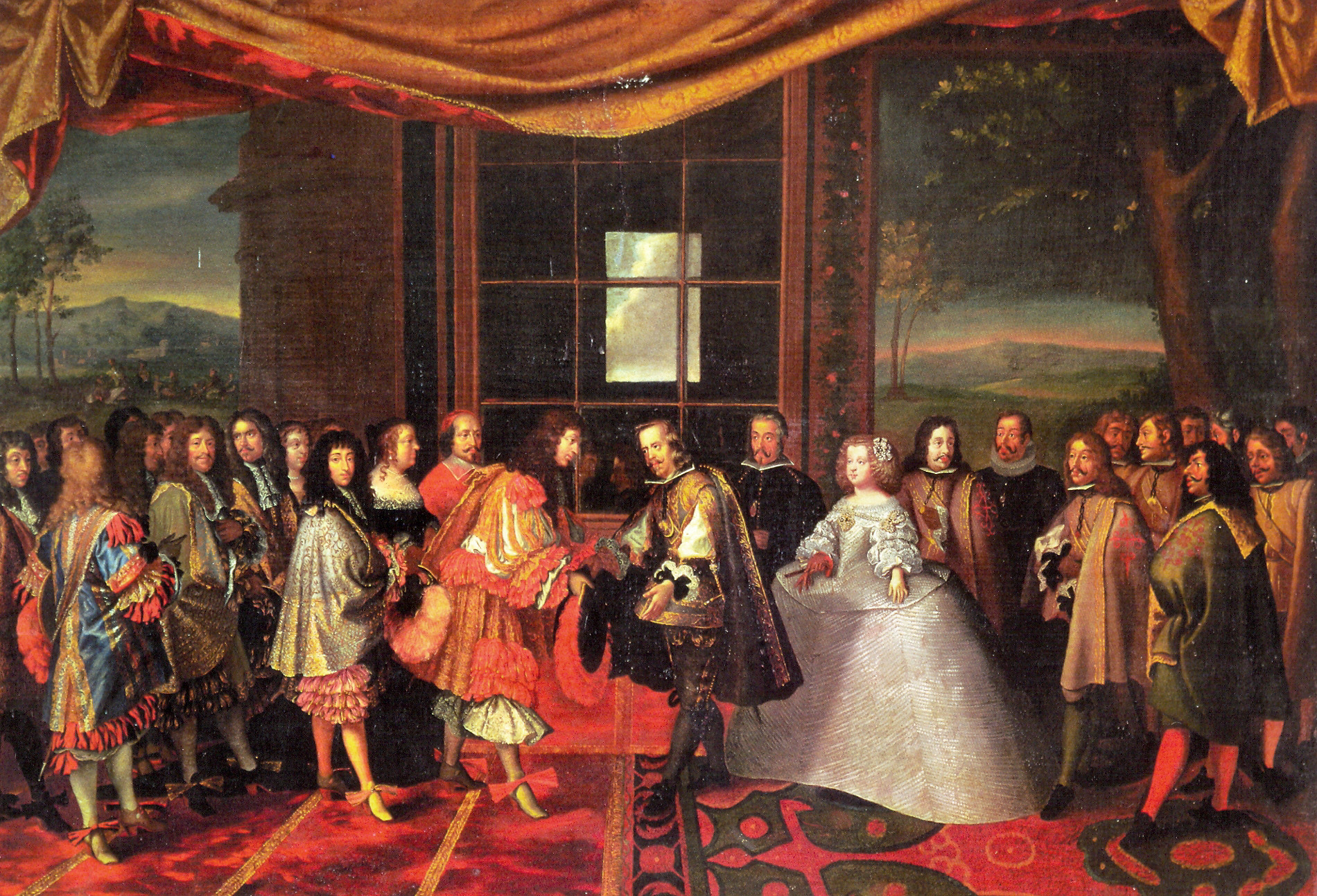
Vua Louis XIV and và Vua Philip IV họp bàn ở đảo Pheasant.

Đảo Pheasant (tiếng Tây Ban Nha: Isla de los Faisanes, tiếng Pháp: Île des Faisans, tiếng Basque: Konpantzia) là một hòn đảo nằm trên sông Bidasoa, nằm giữa Pháp và Tây Ban Nha.
Hòn đảo này là một condominium ( hiểu nôm na là những vùng lãnh thổ thuộc chủ quyền của nhiều hơn một quốc gia) được quy định trong hiệp ước Pyrenees năm 1659, thuộc chủ quyền chung của Pháp và Tây Ban Nha. Cứ luân phiên 6 tháng một lần, hòn đảo sẽ thuộc chủ quyền của Tây Ban Nha ( Từ 1/2 đến 31/7) và Pháp ( Từ 1/8 đến 31/1). Trên thực tế nó được quản lý lần lượt bởi 2 thị trưởng: Irun của tỉnh Gipuzkoa, Tây Ban Nha và Hendaye của tỉnh Pyrénées-Atlantiques, Pháp.

## Địa Lý
Tính đến tháng 1 năm 2018, đảo có diện tích khoảng 8000 mét vuông và đang dần bị xói mòn

## Lịch sử

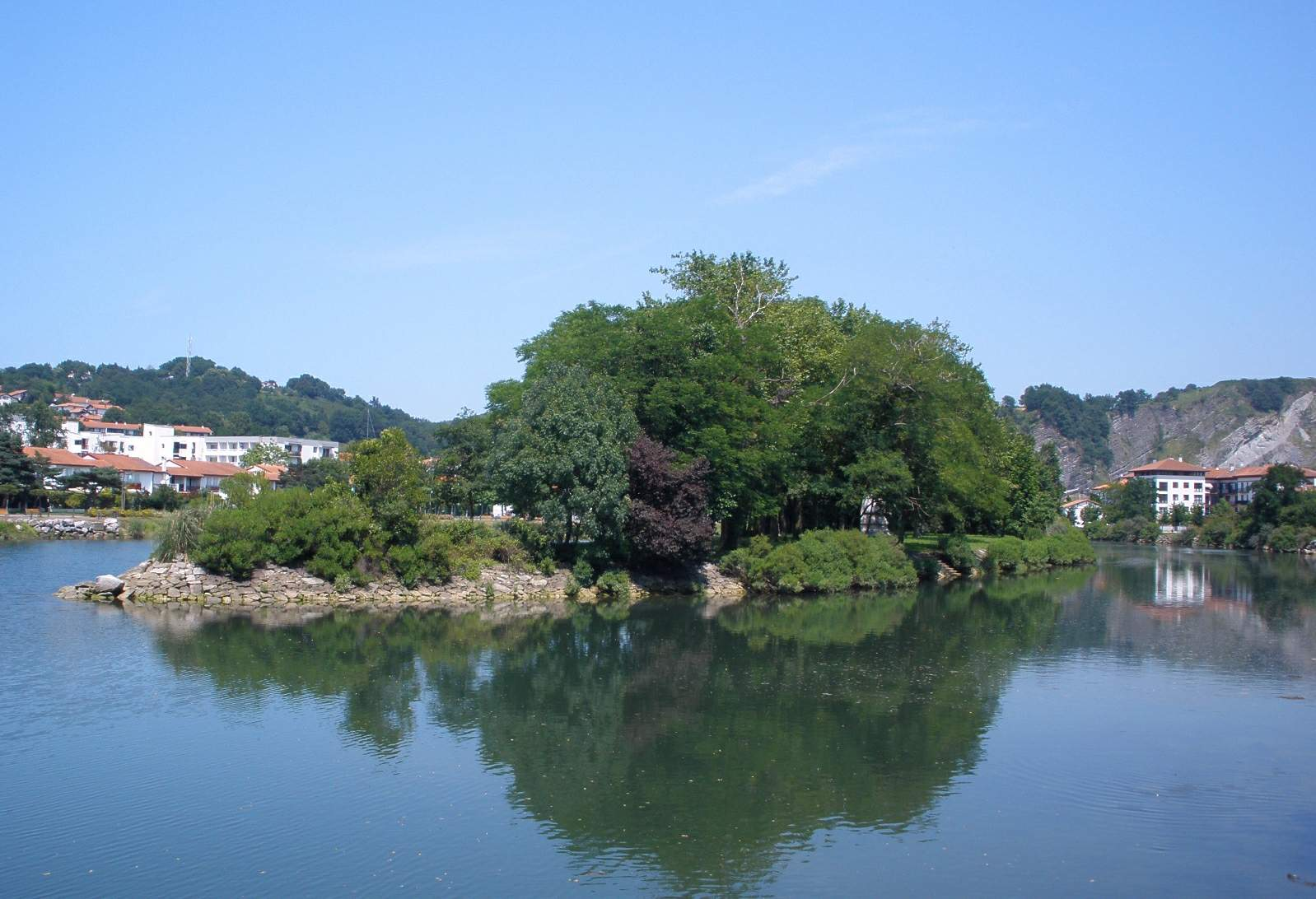
The island as seen from the Spanish side

Sự kiện lịch sử quan trọng nhất đã diễn ra trên hòn đảo là nơi gặp gỡ cho việc ký kết Hiệp ước Pyrenees. Đó là tâm điểm của một loạt 24 cuộc hội nghị giữa Tây Ban Nha và Pháp năm 1659 sau khi kết thúc Chiến tranh Ba mươi năm. Một đài tưởng niệm đã được xây dựng ở giữa đảo để tưởng nhớ cuộc họp.
Hòn đảo này cũng đã được sử dụng cho một số cuộc họp hoàng gia khác:
1615 - Vua Louis XIII gặp cô dâu, Anne của Áo, cùng thời gian đó anh trai, Philip IV, gặp cô dâu của mình, Elisabeth của Pháp (1602-1644), chị của Louis.
1659 - Louis XIV gặp người vợ tương lai là Maria Theresa của Tây Ban Nha (1638-1683); họ là cha mẹ của le Grand Dauphin.
1679 - Charles II của Tây Ban Nha đã gặp cô dâu đầu tiên của mình ở đây, Marie Louise d'Orléans (1662-1689).
1721 - Louis XV gặp cô dâu Mariana Victoria của Tây Ban Nha (1718-1781).

## Du lịch
Không một du khách nào được quyền tham quan đảo.